# Bingara
Bingara ist eine Kleinstadt im Nordosten des australischen Bundesstaates New South Wales. Sie liegt im Murchison County in New England, 158 km nördlich vom Tamworth, 70 km westlich von Inverell, 604 km nördlich von Sydney und 500 km südwestlich von Brisbane. Die Stadt liegt am Gwydir River und ist das Verwaltungszentrum der 2003 geschaffenen Local Government Area Gwydir Shire. Bei der Volkszählung 2021 hatte Bingara 1.028 Einwohner. Die meisten Einwohner sind anglo-keltischen Ursprungs. 12,6 % wurden im Ausland geboren und 7,1 % stammen von Aborigines ab. Die Stadt ist ein beliebter Altersruhesitz, daher sind 46,5 % der Einwohner 65 Jahre oder älter. Ihr sozioökonomischer Standard liegt unter dem australischen Durchschnitt.

## Geschichte
1827 überquerte Allan Cunningham den Gwydir River bei Bingara. Damals hielt er den Fluss für den Peel River, erkannte seinen Fehler aber auf der Rückreise. 1838 fand ganz in der Nähe des heutigen Bingara das Myall-Creek-Massaker statt, bei dem 28 Aborigines getötet wurden.
Die Goldfunde von 1852 führten zur Ansiedlung von Goldgräbern. In den 1880er-Jahren fand man auch Kupfer und Diamanten, was zu einer schnellen Entwicklung der Stadt führte. Bingara ist eine der wenigen Diamantlagerstätten in Australien. 1890 wurde der bisherige Name Bingera (der Aboriginesname für 'Bach') in Bingara geändert. Das erste Postamt Bingera wurde am 1. Januar 1853 eröffnet, wurde 1862 in Upper Bingera umbenannt und 1868 wieder geschlossen. Das zweite Postamt Bingera wurde 1862 eröffnet und wurde 1890 in Bingara umbenannt.

## Klima
Im Frühjahr (September / Oktober) und im Herbst (April / Mai) ist das Klima in Bingara sehr mild  und angenehm. Von Juni bis August gibt es zwar sonnige Tage, aber die Nächte sind kalt und frostig. Der Sommer von November bis Januar ist heiß und sehr trocken.

## Verkehr und Tourismus
Der Fossickers Way (Staatsstraße 95) führt durch die Stadt und überquert dort den Gwydir River. Der Gwydir River ist auch die wesentliche Sehenswürdigkeit von Bingara.